# Borís Iofán
Borís Mijáilovich Iofán (ruso: Борис Михайлович Иофан; Odesa, 16 de abriljul./ 28 de abril de 1891greg. - Moscú, 11 de marzo de 1976) fue un destacado arquitecto soviético.
En 1911, se graduó en la Escuela de Arte de Odesa. En San Petersburgo trabajó como ayudante del arquitecto A. Tamanián, y de su propio hermano, también arquitecto, D. Iofán. Después estudió en el Instituto de Bellas Artes de Roma, donde culminó sus estudios en 1916.
Cuando en 1924 regresó a Rusia era ya un experimentado arquitecto, con un gran dominio de la técnica, que había ejecutado varios encargos en Italia. Entre 1927 y 1931, proyectó y supervisó la construcción de un complejo residencial en la calle de Serafimóvich de Moscú, conocido como la Casa del Malecón (Дом на Набережной, Dom na náberezhnoy), un edificio de unos 500 apartamentos con todas las comodidades imaginables, símbolo del poder de Stalin.
Uno de los más famosos proyectos de Iofán, que no llegó a ejecutarse, fue el del Palacio de los Sóviets, una gigantesca estructura que iba a coronarse con una gran estatua de Lenin de unos 100 metros de altura. El emplazamiento previsto para este edificio era la Catedral de Cristo Salvador. El templo fue dinamitado en 1931, pero el proyecto no se llevó a cabo. En su lugar más tarde se construyó una gigantesca piscina termal al aire libre.
Iofán diseñó también el pabellón soviético en la Exposición Internacional de París de 1937 y en la Feria Mundial de Nueva York de 1939.

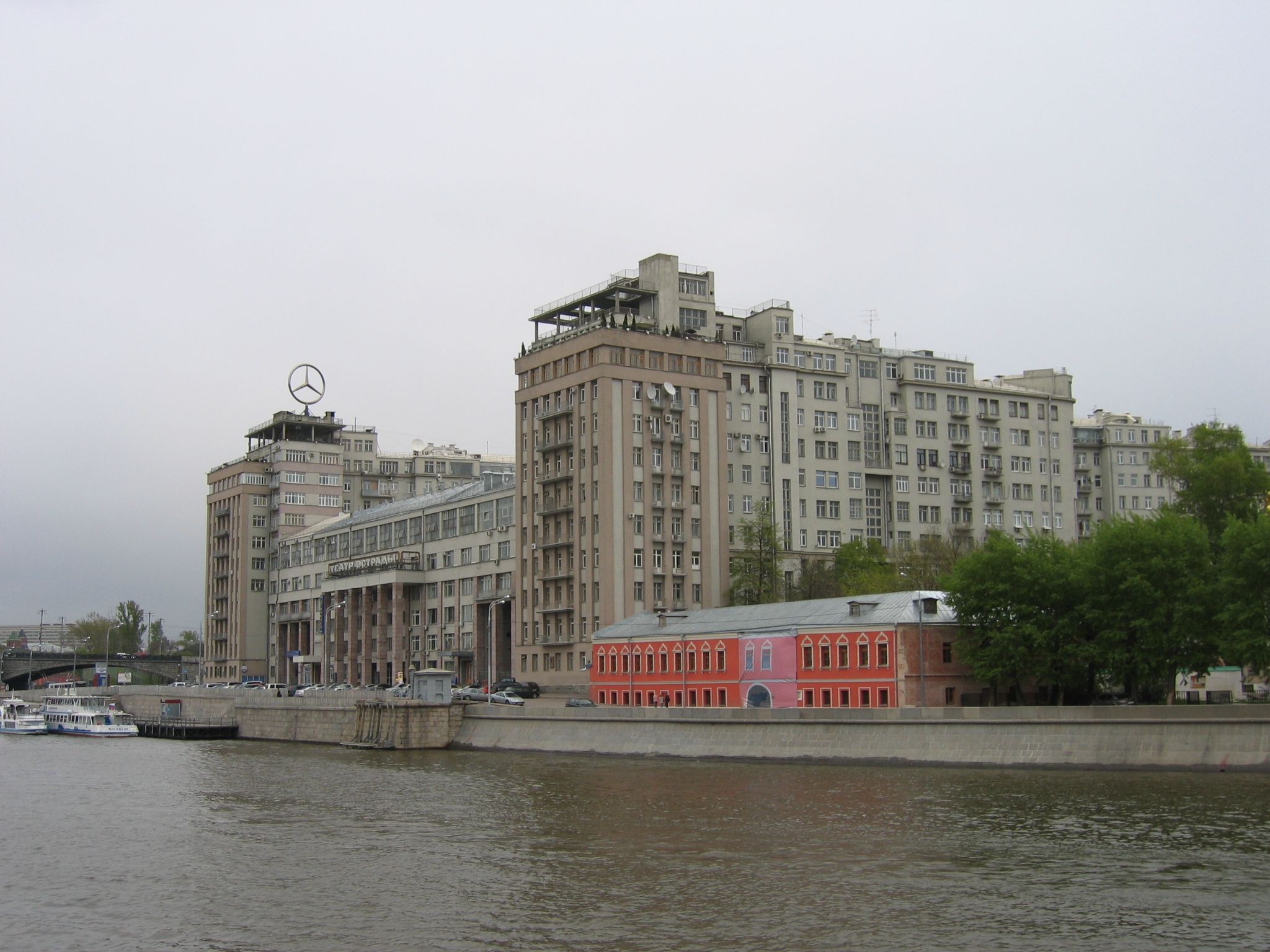
La Casa del Malecón en Moscú, edificio diseñado por el arquitecto Borís Iofán.